# Aratinga wagleri
Aratinga wagleri là một loài chim trong họ Psittacidae.

## Hình ảnh

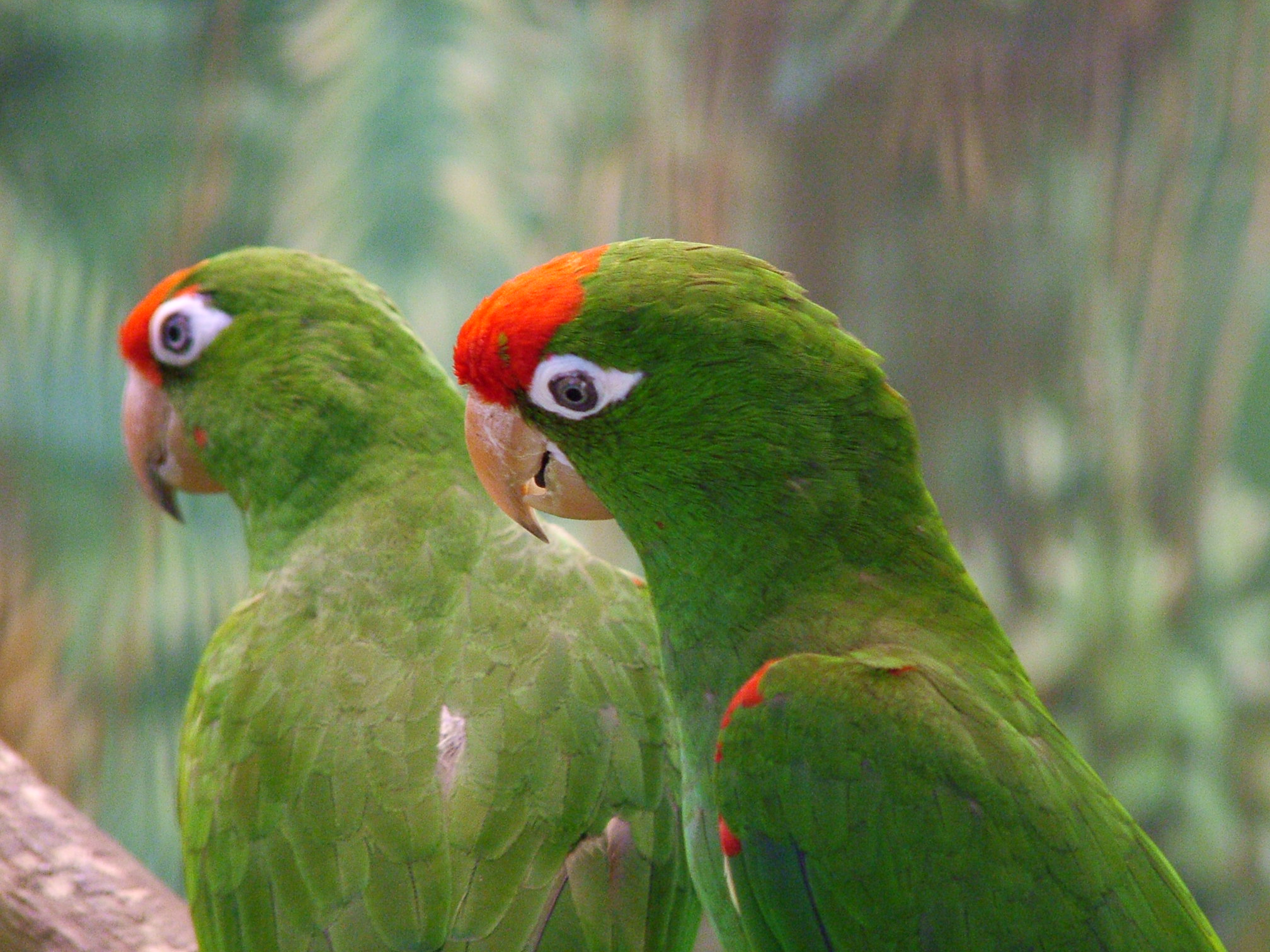
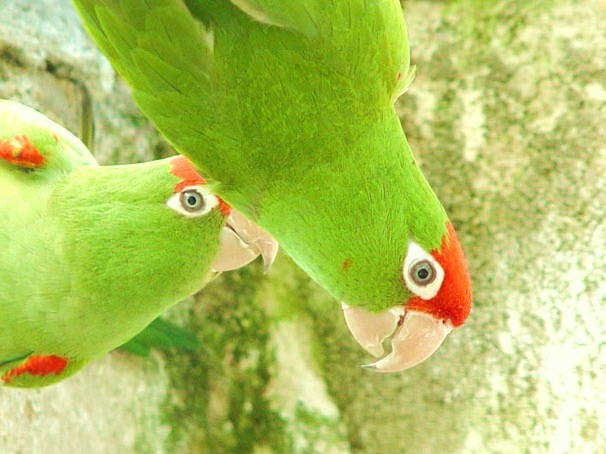